# Castell de Sarraí
El Castell de Sarraí és un edifici en ruïnes de Llers (Alt Empordà), declarat bé cultural d'interès nacional.

## Història
Formava part del que es coneix com a dotze castells de Llers. A l'edat mitjana, aquesta zona era un punt estratègic de frontera entre els comtats de Besalú i d'Empúries, cosa que es confirma amb l'existència de totes aquestes construccions militars.
Els darrers senyors del Sarraí havien viscut a Cabanes, i els drets del lloc es repartiren entre les monges de Sant Feliu de Cadins i els altres propietaris. El 1770, el rei Carles III concedí el títol de baró de Sarraí a Francesc-Jeroni de Prats-Mates i Ruiz de Llano, secretari reial.

## Descripció
Les restes del castell es troben a poca distància del mas de la Pujada, a la zona dels Ponts, al nord-est del veïnat de la Vall.
Es tracta de les restes conservades de l'antic castell del Sarraí, del que es conserva dempeus un fragment de llenç d'uns 10 m d'alçada per uns 7 de llargada, amb una orientació nord-oest envers sud-est, i un gruix de mur de pràcticament 1 m. Presenta alguns esvorancs situats a la part inferior del parament i, a la part superior, dues espitlleres de mida petita que emmarquen dos carreus de pedra calcària esculpits amb un escut en baix relleu i la inscripció CASTRUM SARRACENUM VEL(·)DE SERRAHÍ Y FABRE 1743. El parament del mur conservat és bastit amb pedres petites ben desbastades disposades en filades seguides i regulars. Aquest material es barreja amb petits rebles que omplen els espais entre les pedres més grans. Pels voltants s'observen restes dels fonaments d'altres murs, força degradats, que dibuixen un recinte de planta rectangular molt reduït.
En un carreu esculpit es pot apreciar un escut i la següent inscripció: CASTRVM SARRAGENVM VEL DE SERRAHÍ / Y FABRE 1743